# Thiratoscirtus
Thiratoscirtus is een geslacht van spinnen uit de familie springspinnen (Salticidae).

## Soorten
De volgende soorten zijn bij het geslacht ingedeeld:
- Thiratoscirtus alveolus Wesolowska & A. Russell-Smith, 2011
- Thiratoscirtus bipaniculus Wesolowska & A. Russell-Smith, 2011
- Thiratoscirtus capito Simon, 1903
- Thiratoscirtus cinctus (Thorell, 1899)
- Thiratoscirtus fuscorufescens Strand, 1906
- Thiratoscirtus gambari Wesolowska & A. Russell-Smith, 2011
- Thiratoscirtus harpago Wesolowska & A. Russell-Smith, 2011
- Thiratoscirtus mirabilis Wesolowska & A. Russell-Smith, 2011
- Thiratoscirtus monstrum Wesolowska & A. Russell-Smith, 2011
- Thiratoscirtus niveimanus Simon, 1886
- Thiratoscirtus obudu Wesolowska & A. Russell-Smith, 2011
- Thiratoscirtus patagonicus Simon, 1886
- Thiratoscirtus torquatus Simon, 1903
- Thiratoscirtus versicolor Simon, 1902
- Thiratoscirtus vilis Wesolowska & A. Russell-Smith, 2011
- Thiratoscirtus yorubanus Wesolowska & A. Russell-Smith, 2011